# 27341 Фабіомуцці
27341 Фабіомуцці  (27341 Fabiomuzzi) — астероїд головного поясу, відкритий 10 лютого 2000 року.
Тіссеранів параметр щодо Юпітера — 3,379.